# Chitrovka

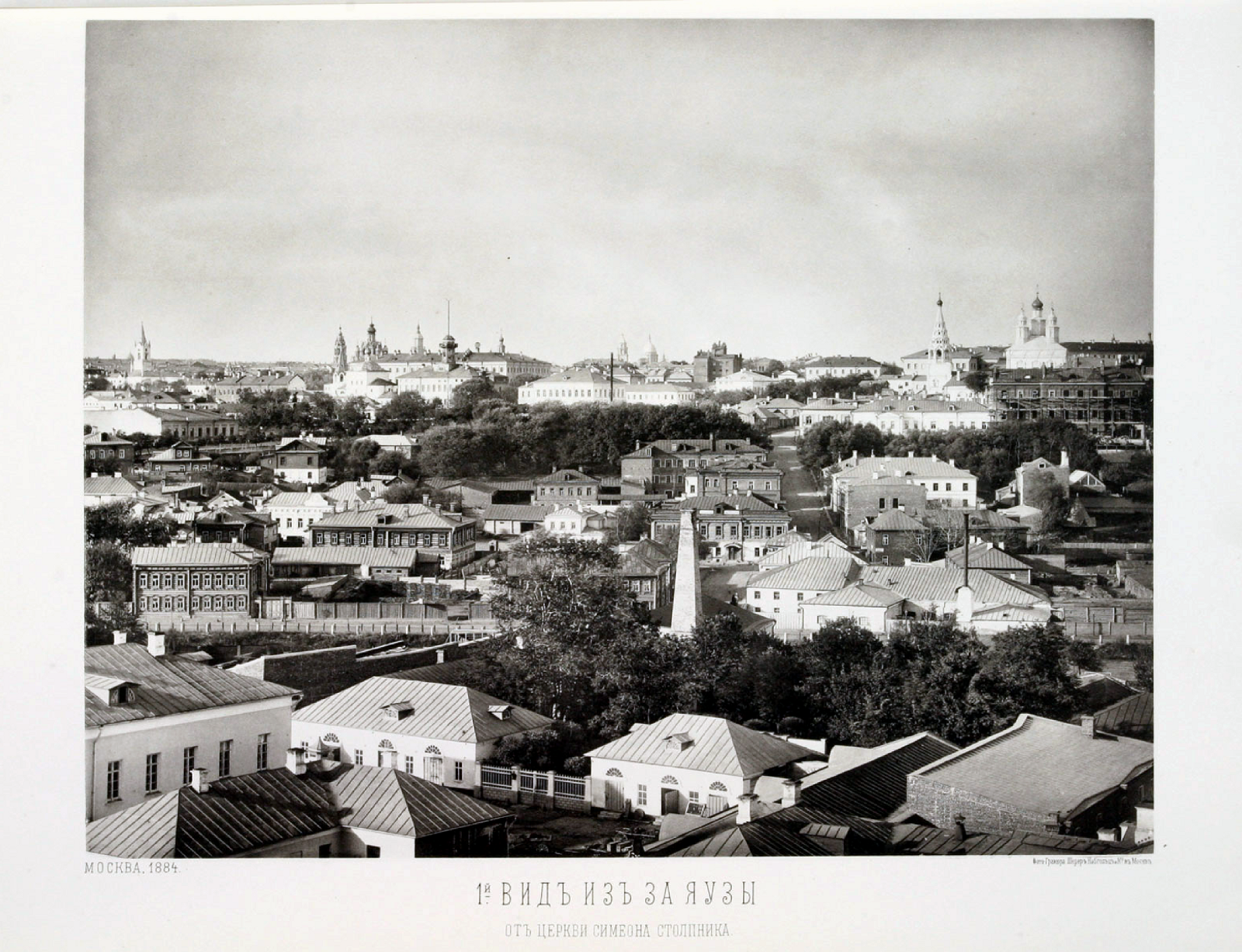
Pohled od řeky Jauzy přes Chitrovku na Kreml, rok 1884

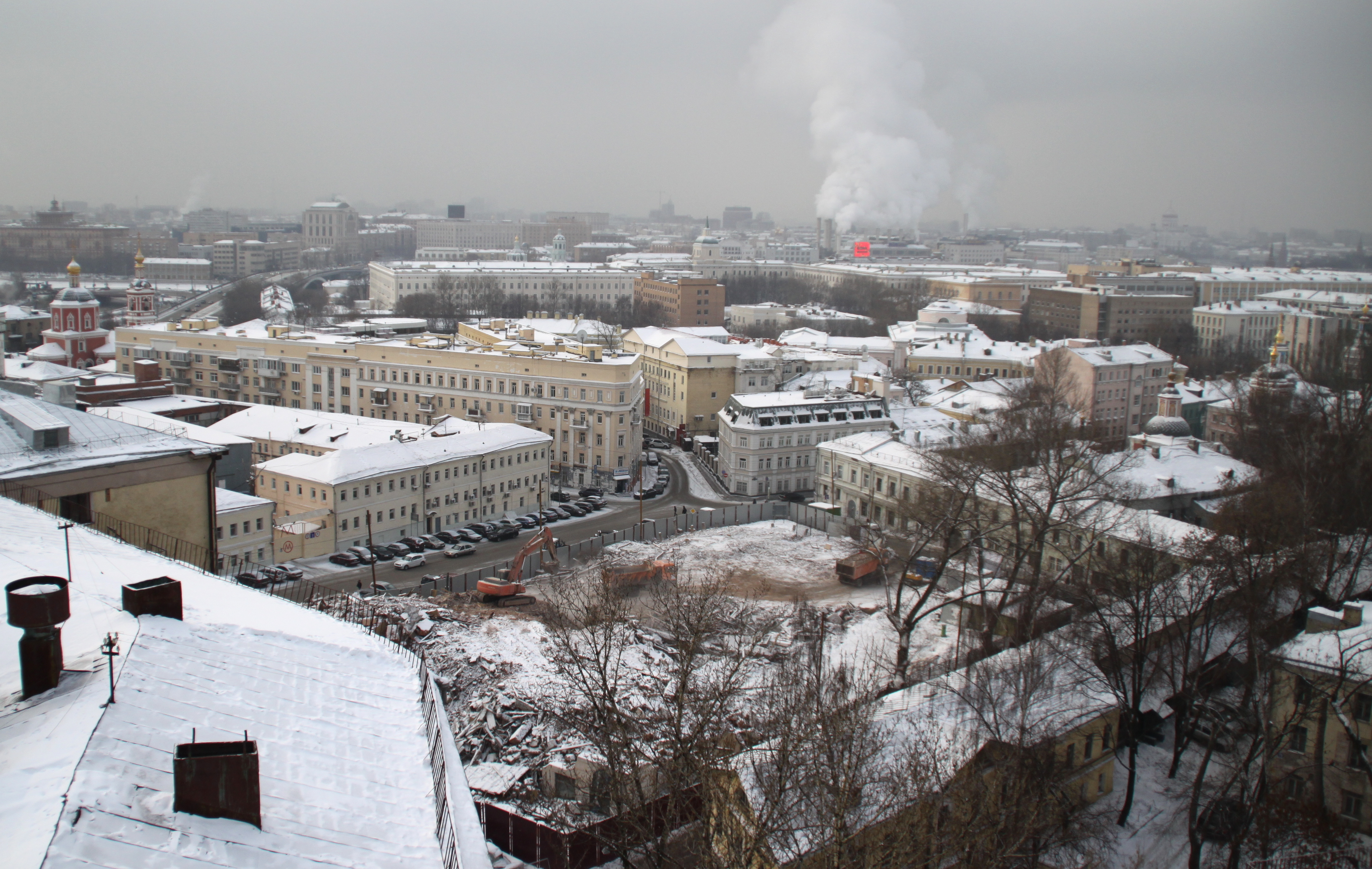
Chitrovské náměstí po demolici školní budovy, leden 2010

Chitrovka (Хитро́вка, Хитро́в рынок) byla čtvrť Moskvy ležící na rozhraní dnešního Taganského a Basmanného rajónu.
Na východní straně za hradbami Kitaj-gorodu ležela původně osada Kulišky. V roce 1824 získal tuto oblast, která byla vážně poničena při požáru Moskvy 1812, generálmajor Nikolaj Zacharovič Chitrovo, který zahájil její obnovu. Vznikl zde velký trh, kde venkované prodávali potraviny, a po zrušení nevolnictví roku 1861 také pracovní burza. Množství lidí, kteří do velkoměsta přišli za lepším životem a ocitli se bez prostředků, způsobilo, že se z Chitrovky stal slum, kde bujela zločinnost a prostituce. V roce 1902 zde pobýval Konstantin Sergejevič Stanislavskij, aby získal inspiraci pro svou inscenaci Gorkého hry Na dně. Svéráznou atmosféru staré Chitrovky popsal Vladimir Giljarovskij ve vzpomínkové knize Moskva a Moskvané, vydané roku 1926.
Od dvacátých let 20. století začala přestavba oblasti, byly zbořeny zdejší chatrče a na Chitrovském náměstí vyrostla roku 1937 velká budova elektrotechnické průmyslovky. V roce 2009 provedla firma Don-Stroj demolici této stavby. Na uvolněném místě má vyrůst komplex moderních kancelářských budov, ačkoli milovníci staré Moskvy proti plánu protestují a snaží se pro Chitrovku získat zákonnou památkovou ochranu.
Boris Akunin zasadil na Chitrovku děj svých románů Achillova smrt a Milenec smrti.